# 承啟道

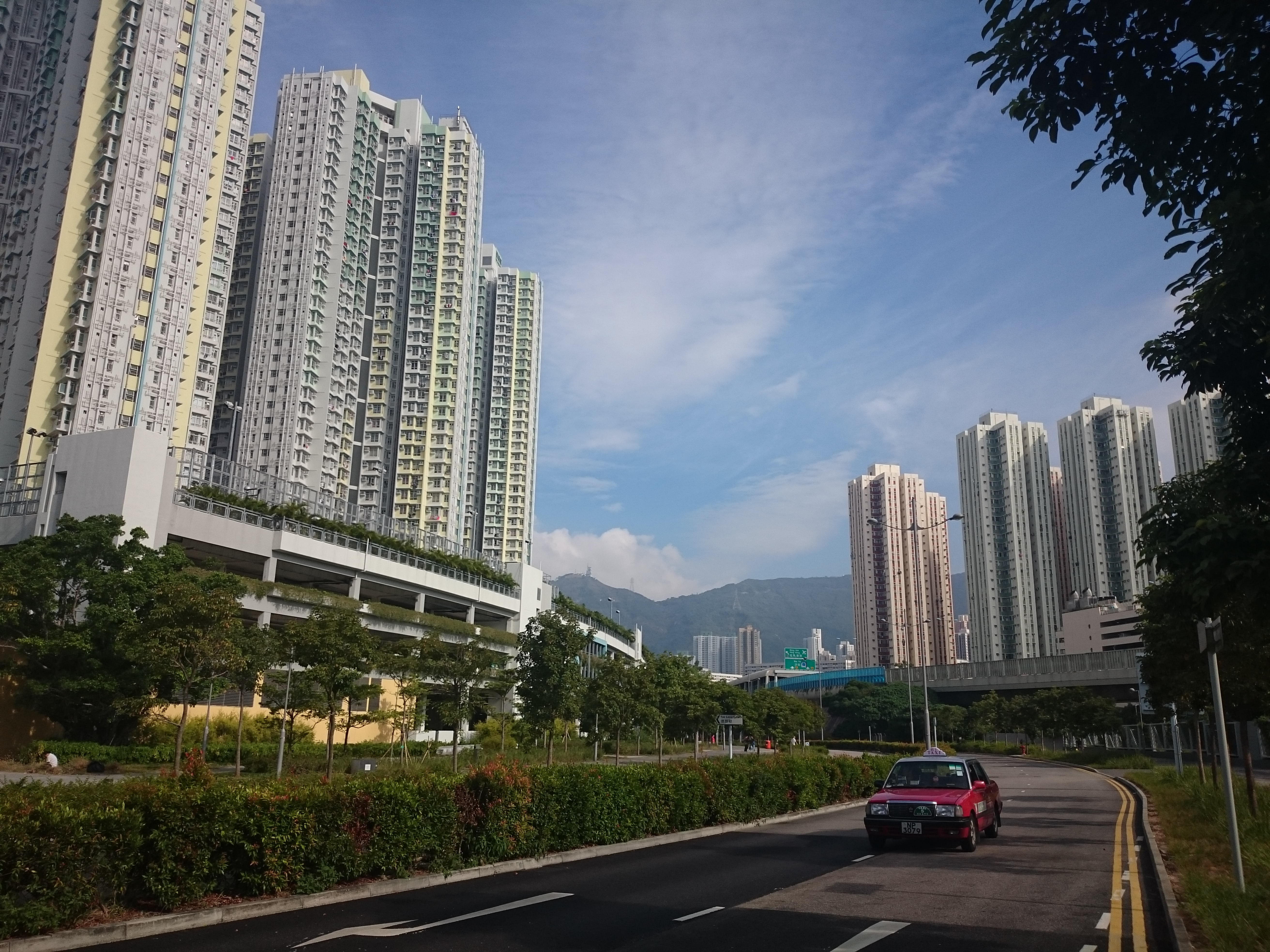
承啟道近德朗邨（圖左），遠景（圖右）為麗晶花園

承啟道（英語：Shing Kai Road）是香港九龍九龍城區啟德的一條街道，連接協調道及宋皇臺道。
承啟道北面起於承啟道迴旋處（連接協調道及沐縉街之迴旋處），於啟晴邨及德朗邨之東面與觀塘繞道平行後，於沐安街及啟成街之交匯處起，向西南伸展，與啟德隧道平行至宋皇臺道與土瓜灣道交界，途經啟德體育園，全長約2,050米。
承啟道大部份路段原址屬於1998年停用的啟德機場禁區範圍，走線由南至北貫穿原有的13/31跑道、北停機坪、三星道、機場一號貨運大廈，並覆蓋部份貨運道及部份啟東道。

## 歷史
啟德機場於1998年關閉後，政府於2008年落實啟德發展計劃，當中較早期工作便是在舊停機坪東北興建公共屋邨，亦即今日的啟晴邨及德朗邨。期間啟東道被大幅重建，亦將新蒲崗工廠大廈對面的一段改道。
當局聘用顧問公司研究啟德區內的道路命名，擬定「承啟道」作為區內環狀道路的名稱，取「承先啟後、承接啟德」之意，「以重點描述啟德為一個具有豐富歷史意義和正在穩步發展的地方」。當局在2012年9月28日刊憲命名「承啟道」 ，但卻保留一小段啟東道；而重建後的承啟道亦在翌年5月30日上午十時通車。不過最後這段啟東道重新命名為協調道，啟東道正式消失。目前只有沐縉街／承啟道交界的中電變電站仍保留「啟東道」的名稱。
運輸署於2018年7月20日宣佈，承啟道伸延段（D2路宋皇臺道至沐安街一段）定於2018年7月25日下午2時正式通車。
而在承啟道南面，另外預留了兩個路口，方便將來接駁中九龍幹線啟德交匯處的引道（而該道路前身曾為三星道）及承豐道。

## 交匯道路
- 宋皇臺道
- 土瓜灣道
- 沐泰街
- 承豐道
- 啟成街
- 沐安街
- 沐翠街
- 宏光道
- 沐虹街
- 沐縉街
- 協調道